# Geografia Jordanii

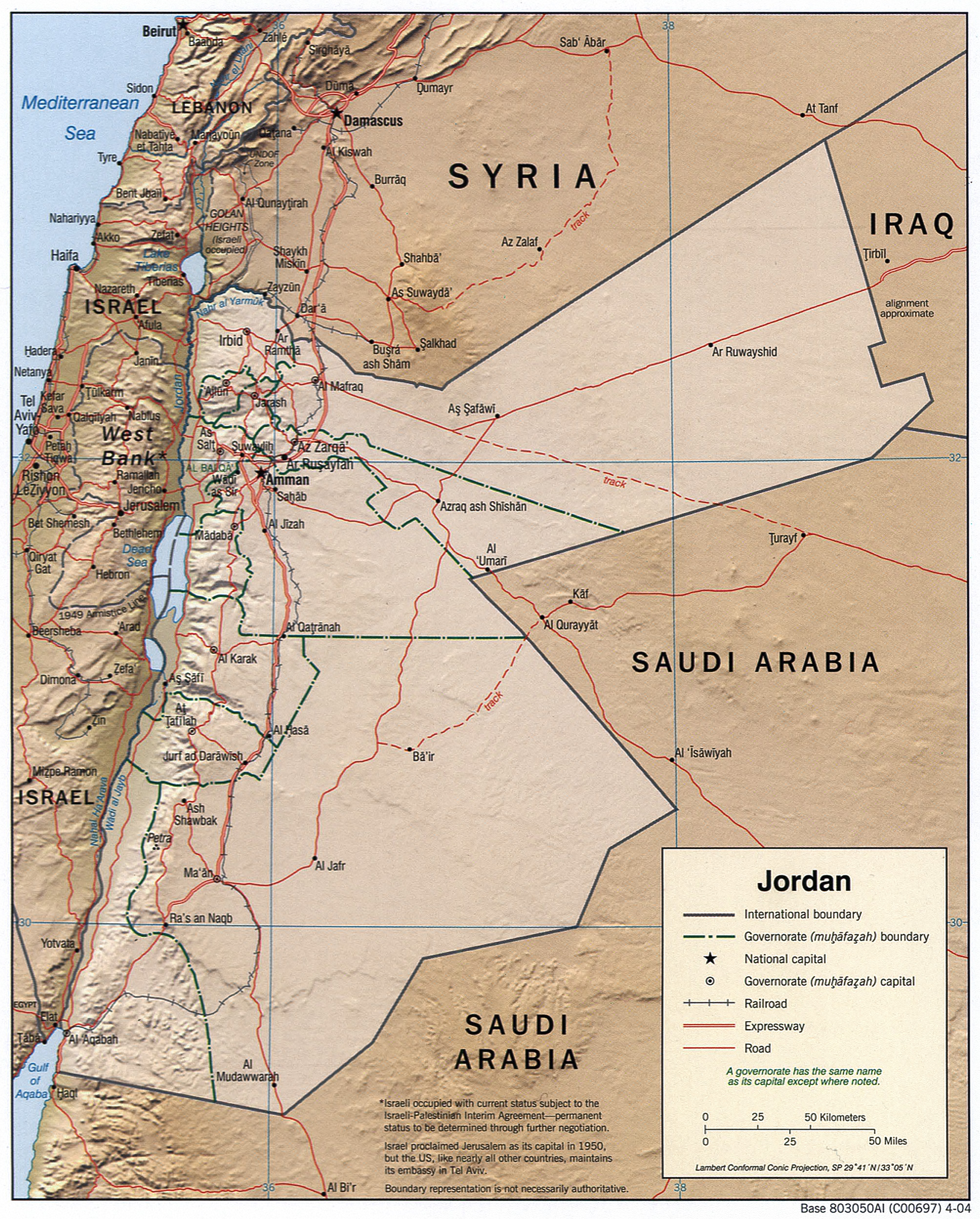
Mapa Jordanii

Jordania jest niewielkim państwem leżącym na Bliskim Wschodzie. To muzułmańskie państwo słynie z pięknych zabytków jak słynna Petra czy dawnych twierdz krzyżowców. Obszar dzisiejszej Jordanii jako jeden z pierwszych został podbity przez Arabów i zislamizowany. W średniowieczu terytorium Jordanii był miejscem gdzie toczyły się wojny krzyżowe. Obecnie ten kraj należy do średnio rozwiniętych państw Azji, który przyciąga rzesze turystów.

## Powierzchnia, położenie i granice
Położenie – kraj leży w Azji Południowo-Zachodniej, na Bliskim Wschodzie, ma niewielki dostęp do Morza Czerwonego poprzez Zatokę Akaba.
Skrajne punkty – północny 33°20′N, południowy 29°20′N, zachodni 35°00′E, wschodni 39°20′E. Rozciągłość południkowa Jordanii wynosi 450 km, a równoleżnikowa 370 km.
Powierzchnia – 88 794 km²
Jordania graniczy z następującymi państwami:
- Izrael – 238 km
- Autonomia Palestyńska – 97 km
- Syria – 375 km
- Irak – 181 km
- Arabia Saudyjska – 744 km

Linia brzegowa – 26 km

## Budowa geologiczna i rzeźba

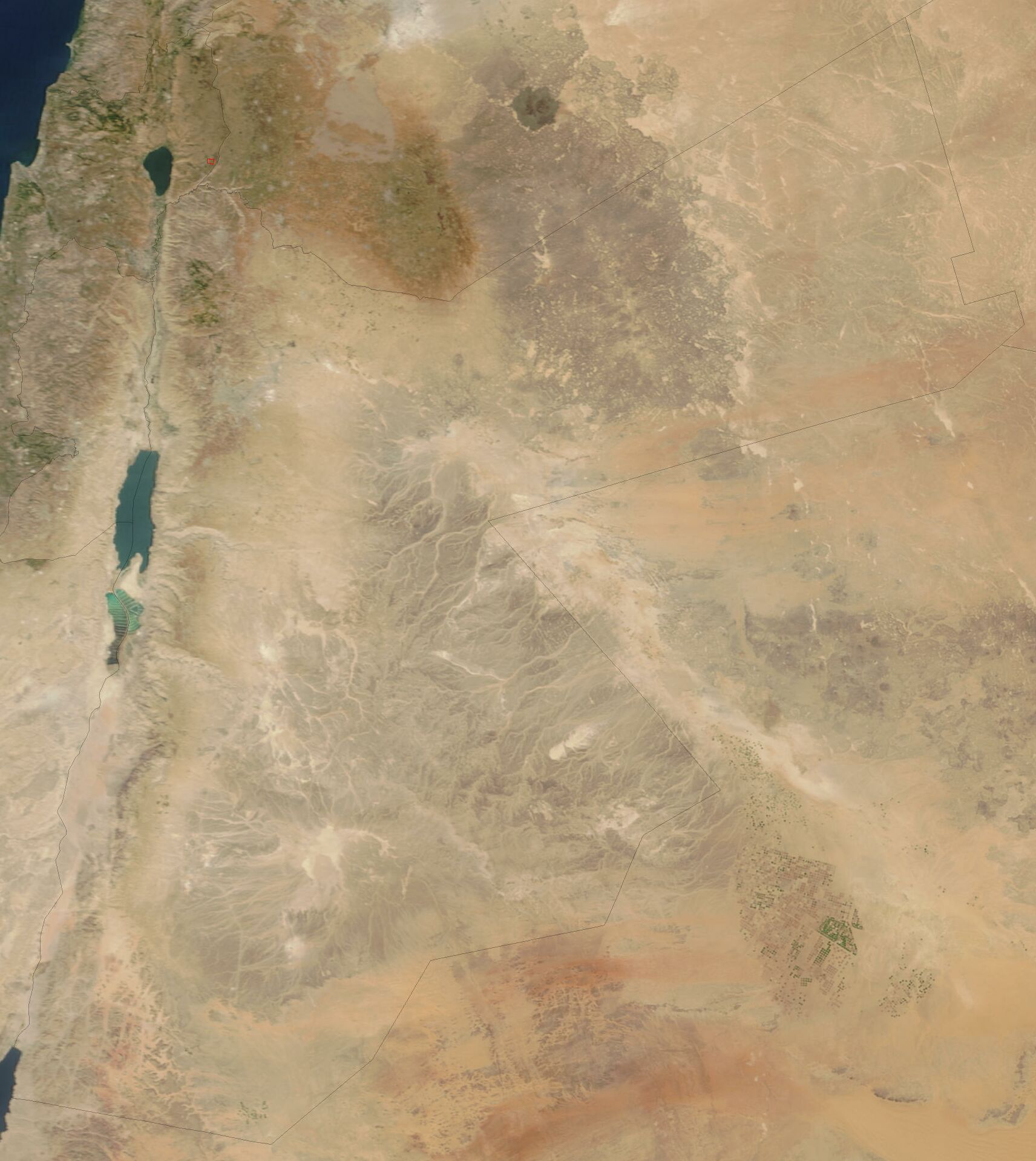
Obszar Jordanii i okolic widziany z kosmosu

Jordania w zdecydowanej większości jest zajęta przez pustynny płaskowyż, który obniża się z zachodu na wschód, od około 1300 m n.p.m. do poniżej 600 m n.p.m. Najwyższym wzniesieniem kraju jest Dżabal Umm ad-Dami o wysokości 1854 m n.p.m., który znajduje się w południowo-zachodniej części Jordanii. Za najwyższy szczyt bywał też uznawany Dżabal Ramm (1754 m) w rejonie doliny Wadi Rum. Obie góry znajdują się w masywie Dżabal asz-Szara, który ciągnie się z północy na południe. Na zachód od Dżabal asz-Szara ciągnie się z północy na południe rów tektoniczny Al-Ghaur, w którym znajduje się depresja doliny Jordanu. Na dnie rowu tektonicznego, będącego najgłębszą depresją na Ziemi, leży słonowodne, bezodpływowe jezioro – Morze Martwe. W granicach Jordanii znajduje się wschodnia część Morza Martwego (zachodnia położona jest na terytorium Izraela oraz Palestyny). Lustro wody znajduje się obecnie (grudzień 2023) na poziomie 438,5 m p.p.m. i systematycznie się obniża. Przedłużeniem depresji Morza Martwego na południe jest koryto wyschniętej rzeki Wadi al-Araba.
Na wschodzie kraju rozciąga się równinna Pustynia Syryjska, która w części północnej jest pokryta odłamkami lawy bazaltowej. Na południu Jordania znajduje się górzysta Pustynia Południowa. Góry Jordanii zbudowane są głównie z piaskowców i wapieni.

## Klimat
Jordania leży w trzech strefach klimatycznych. Na północnym zachodzie kraju panuje klimat podzwrotnikowy śródziemnomorski, w środkowej części kraju podzwrotnikowy kontynentalny, który na wschodzie ma wybitnie suchą odmianę. Na południu zaś leży strefa klimatu zwrotnikowego suchego.
Temperatury w kraju są zróżnicowane nie tylko na tle całego roku, ale i pod względem regionalnym Izotermy mają przebieg zbliżony do równoleżnikowego. Obszary północne, a zwłaszcza północno-zachodnie cechują się temperaturami w miarę łagodnymi. Zimą regiony te są dość chłodne, średnio około 4–7 °C, do częstych zjawisk należą przymrozki i występujące nocą mrozy. Latem jest dość gorąco, średnio około 30–32 °C. Im dalej na południe tym temperatury są bardziej surowe. Na południu kraju zimowe spadki nie są tak duże jak na północy, ale latem za to panują silne upały, gdzie temperatura w dzień dochodzi do 50 °C.
Opady są niewielkie. Na większości obszarów mają przebieg charakterystyczny dla terenów półpustynnych i pustynnych. Na południu kraju średnia opadowa roczna wynosi około 50 mm. Na wschodzie kraju do 100 mm. Najwięcej pada na północnym zachodzie, gdzie roczne wartości dochodzą do 800 mm. Na pustyniach do częstych zjawisk należą burze pustynne i pyłowe. Opady zaś skupiają się głównie okresie zimowym.

## Wody

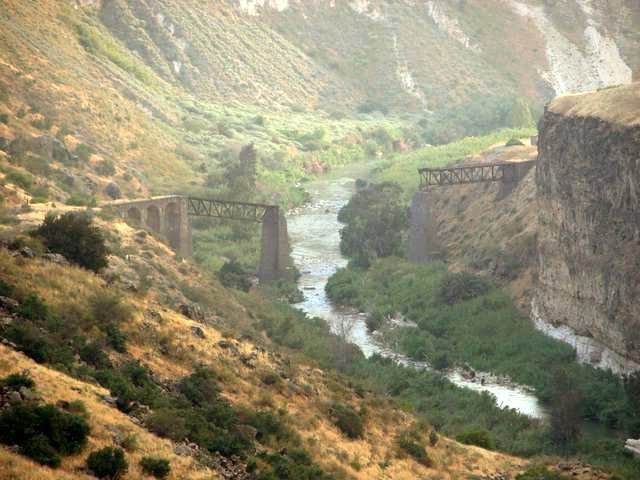
Ruiny mostu nad rzeką Yarmouk

Zasoby wód powierzchniowych Jordanii są bardzo ubogie. Główną rzeką kraju jest Jordan, która wyznacza granicę z Izraelem i Autonomią Palestyńską. Jordan w granicach Jordanii liczy 134 km długości, wpada do Morza Martwego. Do głównych dopływów Jordanu należą Jarmuk na granicy z Syrią i Nahr az-Zarka. Reszta kraju to obszary bezodpływowe zajęte przez rzeki okresowe tak zwane wadi. Jordania podobnie jak inne kraje strefy zwrotnikowej, posiadają znaczne zasoby wód podziemnych, które są głównym źródłem wody dla mieszkańców kraju.

## Gleby

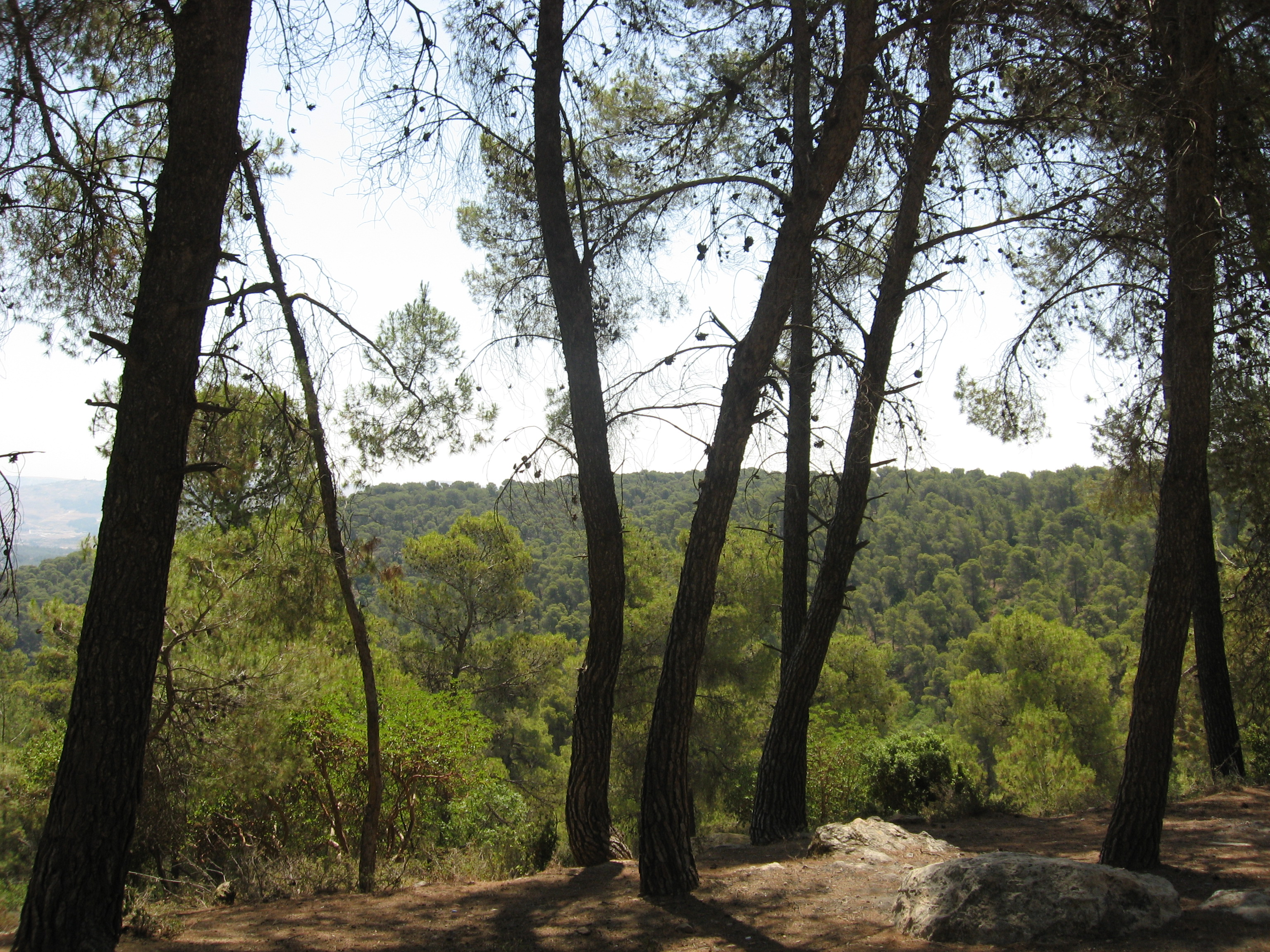
Tereny leśne w północno-zachodniej Jordanii

W Jordanii dominują suche i płytkie gleby pustynne, głównie yeronosole na wschodzie i południu i kserosole. Poza nimi miejscami występują sołonczaki. Na północnym zachodzie kraju gleby są bardziej urodzajne, reprezentują je głównie kalcisole, a w południowo-zachodniej części oprócz suchych kserosoli i arenosoli, spotkać można brunatne kambisole. Na ogół gleby Jordanii cechują się niską przydatnością rolniczą. W wielu miejscach na wschodzie kraju, warstwy glebowej nie mają. Są miejsca, gdzie występują piaszczyste wydmy.

## Flora
Szata roślinna Jordanii jest uboga, zwłaszcza na wschodzie i na południowym wschodzie, gdzie w wielu miejscach roślinności po prostu nie ma. Dominują gatunki kserofityczne i efemeryczne, roślinna sucha, kolczasta, miejscami gdzie jest wilgotno rosną trawy i karłowate krzewy. Bardziej rozwinięty ekosystem roślinny jest na zachodzie kraju, szczególnie w północno-zachodniej części, gdzie panuje wilgotniejszy klimat. Na tych obszarach występują pozostałości lasów, składające się z dębów i sosny alpejskiej. Tereny te porastają wiecznie zielone lasy, które obecnie zajmują w Jordanii zaledwie 1% powierzchni ogólnej. Poza leśnymi gatunkami występują też palmy – gatunek drzew powszechny w krajach klimatu zwrotnikowego. Ponadto na zachodzie występują zarośla makia.

## Fauna
Jordanię reprezentuje uboga fauna typowa dla Regionu Śródziemnomorskiego. Żyje tu gazela arabska, koziorożec nubijski i góralek abisyński oraz liczne gatunki gryzoni. Ssaki drapieżne reprezentują nielicznie występujące gepardy, oraz szakal złocisty i karakal. Ptaki są nieliczne, najczęściej występują kuraki i drapieżne. Z racji istnienia w Jordanii suchych, pustynnych obszarów, bogaty jest świat gadów. W Jordanii występują skorpiony i węże, jak żmija rogata, oraz płazy takie jak grzebiuszka syryjska.